# Gran Premio Industria e Commercio di Prato
Il Gran Premio Industria e Commercio di Prato è stata una corsa in linea maschile di ciclismo su strada, che si disputava nella città di Prato, in Italia, ogni anno solitamente nel mese di settembre. Organizzata dall'Associazione Ciclistica Pratese 1927 con il contributo degli enti locali, dal 2005 al 2015 ha fatto parte del circuito UCI Europe Tour come evento di classe 1.1, per poi passare nella sua ultima edizione, quella del 2016, unicamente alla categoria Under-23. La corsa si estinse nel 2017 a causa di mancanza di fondi.

## Storia
La prima edizione venne corsa nel 1946, appena dopo il termine della seconda guerra mondiale, e ben presto la gara si confermò come una delle più ambite del panorama italiano. Nel 1958 la corsa fu disputata non come prova in linea ma a cronometro (quell'anno fu Ercole Baldini ad imporsi), mentre nel 1971 e nel 1993 (con le vittorie rispettivamente di Franco Bitossi e Massimo Podenzana) fu valida come campionato italiano di ciclismo su strada. Michele Dancelli detiene il record di trionfi con tre vittorie (1964, 1965 e 1967).
Nei primi anni della sua storia la partenza della corsa veniva data presso le aziende tessili che patrocinavano la manifestazione, dagli anni 1970 in poi questa particolarità è scomparsa. La corsa si è svolta nelle sue edizioni su percorsi perlopiù adatti a passisti veloci ed è stata, negli ultimi anni, una gara pre-mondiale.

## Albo d'oro
Aggiornato all'edizione 2016.
| Anno | Vincitore            | Secondo              | Terzo                  |
| ---- | -------------------- | -------------------- | ---------------------- |
| 1946 | Nedo Logli           | Sergio Maggini       | Quirino Toccaceli      |
| 1947 | Sergio Maggini       | Luigi Casola         | Michele Motta          |
| 1948 | Giulio Bresci        | Mario Ricci          | Alfredo Martini        |
| 1949 | Luciano Maggini      | Nedo Logli           | Giovanni Corrieri      |
| 1950 | Ferdi Kübler         | Alfredo Martini      | Dante Rivola           |
| 1951 | Arrigo Padovan       | Giulio Bresci        | Waldemaro Bartolozzi   |
| 1952 | Luciano Maggini      | Widmer Servadei      | Fiorenzo Magni         |
| 1953 | Rino Benedetti       | Luciano Maggini      | Luciano Frosini        |
| 1954 | Danilo Barozzi       | Marcello Pellegrini  | Angelo Conterno        |
| 1955 | Aldo Moser           | Cleto Maule          | Gianfranco Sobrero     |
| 1956 | Danilo Barozzi       | Giorgio Albani       | Fiorenzo Magni         |
| 1957 | Silvano Ciampi       | Bruno Monti          | Alessandro Fantini     |
| 1958 | Ercole Baldini       | Aldo Moser           | Nino Defilippis        |
| 1959 | Giuseppe Fallarini   | Carlo Azzini         | Pierino Baffi          |
| 1960 | Alfredo Sabbadin     | Idrio Bui            | Guido Carlesi          |
| 1961 | Gilbert Desmet       | Giancarlo Manzoni    | Miguel Poblet          |
| 1962 | Bruno Mealli         | Luigi Mele           | Guido De Rosso         |
| 1963 | Vendramino Bariviera | Vito Taccone         | Dino Bruni             |
| 1964 | Michele Dancelli     | Adriano Durante      | Angelo Conterno        |
| 1965 | Michele Dancelli     | Italo Zilioli        | Franco Bodrero         |
| 1966 | Italo Zilioli        | Michele Dancelli     | Roberto Ballini        |
| 1967 | Michele Dancelli     | Marino Basso         | Bruno Fantinato        |
| 1968 | Adriano Durante      | Alberto Della Torre  | Wladimiro Panizza      |
| 1969 | Alberto Della Torre  | Ottavio Crepaldi     | Franco Mori            |
| 1970 | Marcello Bergamo     | Tomas Pettersson     | Fabrizio Fabbri        |
| 1971 | Franco Bitossi       | Felice Gimondi       | Enrico Paolini         |
| 1972 | Costantino Conti     | Willy De Geest       | Pietro Di Caterina     |
| 1973 | Fabrizio Fabbri      | Giancarlo Polidori   | Walter Riccomi         |
| 1974 | Fabrizio Fabbri      | Costantino Conti     | Enrico Paolini         |
| 1975 | Costantino Conti     | Enrico Paolini       | Giacinto Santambrogio  |
| 1976 | Walter Riccomi       | Marcello Bergamo     | Arnaldo Caverzasi      |
| 1977 | Claudio Bortolotto   | Mario Beccia         | Bernt Johansson        |
| 1978 | Bernt Johansson      | Carmelo Barone       | Walter Riccomi         |
| 1979 | Bernt Johansson      | Wladimiro Panizza    | Carmelo Barone         |
| 1980 | Silvano Contini      | Leonardo Mazzantini  | Roberto Ceruti         |
| 1981 | Moreno Argentin      | Giuseppe Saronni     | Emanuele Bombini       |
| 1982 | Moreno Argentin      | Tommy Prim           | Roberto Ceruti         |
| 1983 | Luciano Rabottini    | Emanuele Bombini     | Ettore Bazzichi        |
| 1984 | Pierino Gavazzi      | Dario Mariuzzo       | Leo Schönenberger      |
| 1985 | Ezio Moroni          | Marino Lejarreta     | Mario Beccia           |
| 1986 | Harald Maier         | Moreno Argentin      | Pierino Gavazzi        |
| 1987 | Daniele Caroli       | Marco Tabai          | Angelo Canzonieri      |
| 1988 | Maurizio Fondriest   | Moreno Argentin      | Pierino Gavazzi        |
| 1989 | Pierino Gavazzi      | Andrei Tchmil        | Maurizio Rossi         |
| 1990 | Stephan Joho         | Massimo Ghirotto     | Francesco Cesarini     |
| 1991 | Enrico Galleschi     | Marco Saligari       | Massimo Podenzana      |
| 1992 | Leonardo Sierra      | Andrea Ferrigato     | Zenon Jaskuła          |
| 1993 | Massimo Podenzana    | Gianni Bugno         | Davide Cassani         |
| 1994 | Marco Saligari       | Bruno Cenghialta     | Wladimir Belli         |
| 1995 | Fabrizio Bontempi    | Mariano Piccoli      | Andrea Tafi            |
| 1996 | Fabrizio Guidi       | Filippo Casagrande   | Džamolidin Abdužaparov |
| 1997 | Mariano Piccoli      | Maximilian Sciandri  | Davide Casarotto       |
| 1998 | Felice Puttini       | Maximilian Sciandri  | Massimo Donati         |
| 1999 | Alessandro Baronti   | Marco Velo           | Francesco Casagrande   |
| 2000 | Sergio Barbero       | Gabriele Missaglia   | Davide Rebellin        |
| 2001 | Davide Rebellin      | Francesco Casagrande | Eddy Mazzoleni         |
| 2002 | Volodymyr Duma       | Andrea Ferrigato     | Stefano Casagranda     |
| 2003 | Davide Rebellin      | Bo Hamburger         | Oscar Camenzind        |
| 2004 | Nick Nuyens          | Francesco Bellotti   | Mirko Celestino        |
| 2005 | Murilo Fischer       | Ruggero Marzoli      | Mychajlo Chalilov      |
| 2006 | Daniele Bennati      | Giovanni Visconti    | Marco Marcato          |
| 2007 | Filippo Pozzato      | Murilo Fischer       | Alessandro Bertolini   |
| 2008 | Mychajlo Chalilov    | Marco Frapporti      | Volodymyr Zahorodnij   |
| 2009 | Giovanni Visconti    | Francesco Gavazzi    | Luca Paolini           |
| 2010 | Diego Ulissi         | Michele Scarponi     | Alessandro Proni       |
| 2011 | Peter Sagan          | Luca Paolini         | Maxime Bouet           |
| 2012 | Emanuele Sella       | Luca Paolini         | Davide Rebellin        |
| 2013 | Gianfranco Zilioli   | Miguel Ángel Rubiano | Maciej Paterski        |
| 2014 | Sonny Colbrelli      | Kristian Sbaragli    | Danilo Napolitano      |
| 2015 | Daniele Bennati      | Marco Marcato        | Davide Rebellin        |
| 2016 | Mirco Sartori        | Francesco Mancini    | Umberto Marengo        |

## Statistiche

### Vittorie per nazione
| Pos. | Nazione                              | Vittorie |
| ---- | ------------------------------------ | -------- |
| 1    | Italia                               | 58       |
| 2    | Svizzera                             | 3        |
| 3    | Svezia Belgio Ucraina                | 2        |
| 6    | Austria Venezuela Brasile Slovacchia | 1        |